# Turun Sanomat
Turun Sanomat est un journal finlandais de la région de Turku. 

## Présentation
Il est lu par 280 000 personnes, soit 70 % des habitants de Turku et de ses environs ce qui fait du quotidien le troisième du pays après le Helsingin Sanomat et Aamulehti.

## Ligne éditoriale
Le journal est politiquement indépendant et non aligné.
Il publie deux suppléments hebdomadaires, Treffi (programmes télévisuels et divertissement) et Extra, et un supplément économique mensuel TS Talous.